# Leschenaultia proseni
Leschenaultia proseni är en tvåvingeart som först beskrevs av Blanchard 1959.  Leschenaultia proseni ingår i släktet Leschenaultia och familjen parasitflugor. Inga underarter finns listade i Catalogue of Life.